# Florence d'Harcourt
 Florence d'Harcourt, née Florence Deville le 10 mars 1929 dans le 16e arrondissement de Paris et morte le 6 juin 2022 à Vaucresson, est une femme politique française.

## Biographie

### Origines et vie privée
Fille de Jean Deville, industriel de Charleville-Mézières et de son épouse née Élisabeth Labbé de La Mauvinère, peintre, elle épouse successivement deux membres de la famille d'Harcourt : 
- 1) en 1946 (div. en 1954) Anne-Pierre d'Harcourt (1913-1981), fils de Robert d'Harcourt, de l'Académie Française. Ils ont une fille.
- 2) en 1954 Guillaume d'Harcourt[1] (1919-2002), fils du vice-amiral Armand d'Harcourt. Ils ont quatre fils.

Par ce mariage, elle est la belle-fille de Jean-Bernard Armand d'Harcourt.

### Carrière professionnelle
Elle est d'abord hôtesse navigante à la Trans World Airlines, puis préside le Centre féminin d'études et d'information Femme-Avenir (groupe de militantes gaullistes).
Elle devient ensuite membre du Haut Conseil de l'audiovisuel, conseillère régionale d'Île-de-France, juge titulaire à la Haute Cour de justice (1987), et vice-présidente du Haut comité français pour la défense civile (HCFDC), un organe associatif de réflexion pour les décideurs publics et privés, devenu le Haut Comité français pour la résilience nationale (HCFRN).

### Parcours politique
En 1974, elle est nommée secrétaire générale adjointe du Rassemblement pour la République (RPR). Suppléante d'Achille Peretti, député et maire de Neuilly-sur-Seine, président de l'Assemblée nationale, elle le remplace en 1977 quand il est nommé au Conseil constitutionnel.
Elle est priée de laisser sa place aux élections législatives de 1978 à Robert Hersant en échange d'une circonscription parisienne, dans laquelle son parti souhaite l'investir comme candidate. Son refus déclenche un duel qui passionne les médias et se termine par la défaite du puissant magnat de la presse.
Florence d'Harcourt est de nouveau réélue en 1981 et 1986, puis écartée par son parti de la sixième circonscription des Hauts-de-Seine au profit du nouveau maire de Neuilly-sur-Seine, Nicolas Sarkozy. « Je suis victime de Charles Pasqua dans les Hauts-de-Seine », explique-t-elle à un journal.

### Après la politique
Florence d'Harcourt se consacre ensuite à l'histoire et à la civilisation des peuples montagnards de la chaîne himalayenne, de la cordillère des Andes, du Haut Atlas marocain et des Alpes. Elle y fait de nombreux voyages, dont elle rapporte des reportages photographiques. 
Morte en 2022 à 93 ans, elle est enterrée à Vaucresson, où elle demeurait.

## Ouvrages
- La Loi du clan, Plon, 1997.
- Tante Yvonne, une femme d'officier, éditeur indépendant, 2007.
- Ballade au pays des dieux, Ésope éditions, 2013 (paru au Salon international du livre de montagne).
- Maroc : rencontres au pays berbère, Ésope éditions, 2016 (paru au Salon international du livre de montagne).

Elle est également l'auteur de nombreux articles (Le Monde, Le Figaro, La Revue des Deux mondes, etc.).